# Jesenice (Slovenia)
Jesenice (in sloveno: Jesenice [jɛsɛˈniːtsɛ], in tedesco Assling) è un comune della Slovenia di 20 991 abitanti. Appartiene alla regione statistica dell'Alta Carniola.

## Geografia fisica
Situata al confine con l'Austria, su una delle principali rotte che uniscono l'Europa centrale con i paesi dei Balcani, Jesenice è stata sede di un importante interporto fino al momento dell'entrata della Slovenia nella Unione europea.

## Lingue e dialetti
| %      | Ripartizione linguistica (gruppi principali) |
| ------ | -------------------------------------------- |
| 16,71% | madrelingua bosniaca                         |
| 3,08%  | madrelingua croata                           |
| 5,20%  | madrelingua serbo-croata                     |
| 64,85% | madrelingua slovena                          |
| 4,73%  | madrelingua serba                            |

## Geografia antropica

### Suddivisioni amministrative
Il comune di Jesenice è diviso in 12 insediamenti (naselja):
- Blejska Dobrava
- Hrušica
- Javorniški Rovt
- Kočna
- Koroška Bela
- Lipce
- Planina pod Golico
- Plavški Rovt
- Podkočna
- Potoki
- Prihodi
- Slovenski Javornik

## Economia
Molto importante per l'economia slovena per la presenza sul suo territorio della maggiore industria metallurgica nazionale, attiva in particolare nel reparto della costruzioni ferroviarie.

## Infrastrutture e trasporti

### Ferrovie
Grazie alla sua posizione geografica, Jesenice è dotata di una stazione ferroviaria di tipo internazionale, dove la rete ferroviaria austriaca, gestita dalla Österreichische Bundesbahnen, si incontra con quella slovena della Slovenske železnice. Da questo scalo si dipartono la ferrovia delle Caravanche, la linea Jesenice-Trieste e quella per Lubiana.

### Strade
In località Hrušica si trova il portale sloveno del Traforo delle Caravanche.

## Amministrazione
| Periodo | Periodo   | Primo cittadino     | Partito | Carica  | Note |
| ------- | --------- | ------------------- | ------- | ------- | ---- |
| 1994    | 1998      | Božidar Brudar      |         | sindaco |      |
| 1998    | 2002      | Boris Janez Bregant |         | sindaco |      |
| 2002    | 2006      | Boris Janez Bregant |         | sindaco |      |
| 2006    | 2010      | Tomaž Tom           |         | sindaco |      |
| 2010    | 2014      | Tomaž Tom Mencinger |         | sindaco |      |
| 2018    | 2022      | Blaž Račič          |         | sindaco |      |
| 2022    | in carica | Peter Bohinec       |         | sindaco |      |

### Gemellaggi
Il comune è gemellato con le seguenti città:
- Valjevo, dal 1975;
- Trbovlje, dal 1978;
- Nagold, dal 1994;
- Sankt Jakob im Rosental, dal 2007;
- Tarvisio, dal 2009;

## Sport
Jesenice era sede della più titolata squadra di hockey su ghiaccio del Paese, l'HK Jesenice.